# 碭郡
碭郡，中國古郡名。
秦王政二十二年（前225年）滅魏國，以魏國東部置碭郡。因其境内有碭山（今芒砀山）而得名。郡治在碭縣（今河南省永城市芒山镇）。漢高帝五年（前202年），封彭越為梁王，以碭郡置梁國，其地在今河南省東部、山东省西南部與安徽省北一帶。國都為定陶縣。高帝十一年（前196年）彭越謀反，改封皇子劉恢為梁王，領碭郡、東郡，都睢阳。文帝元年梁國除為郡。三國魏時改梁國為梁郡。
北魏孝昌二年（526年）復置碭郡，郡治為下邑縣（縣城在今安徽宿州碭山縣東）。北齊天保七年（556年）廢。